# Denkmal für Maximilian Schmidt (Großer Riedelstein)

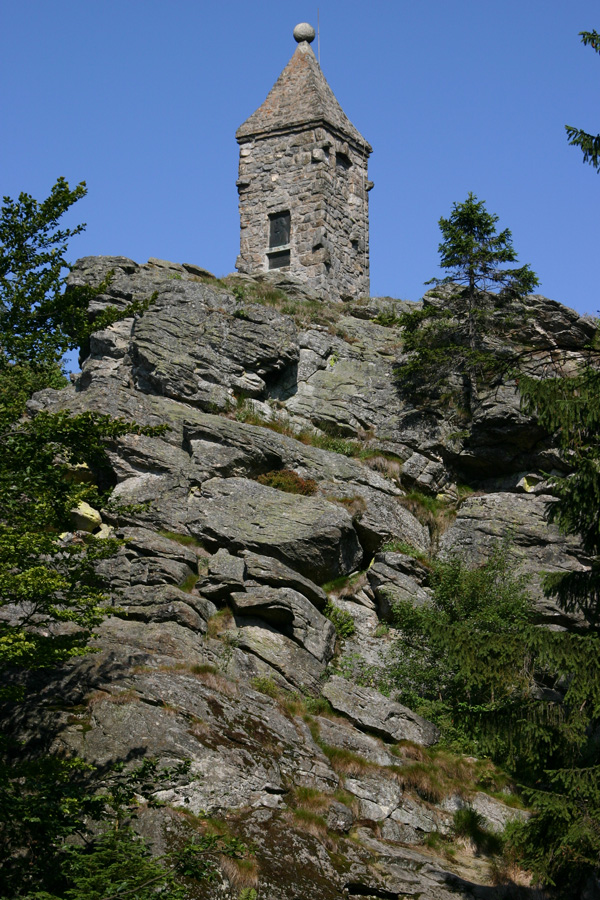
Waldschmidtdenkmal auf dem Gipfel des Großen Riedelsteins

Das Denkmal für Hofrat Maximilian Schmidt ist ein Turm auf dem Großen Riedelstein an der Grenze der niederbayerischen Gemeinde Arnbruck und der oberpfälzischen Gemeinde Arrach. Er wurde 1909 zu Ehren des Heimatdichters Maximilian Schmidt (1832–1919), genannt Waldschmidt, nach einem Entwurf von Georg von Hauberrisser errichtet.  
Hauberrisser schuf auf dem felsigen Gipfel des Berges aus behauenen Steinen einen massiven Turm, der – dem Zeitgeschmack des Historismus folgend – sich an die Form eines mittelalterlichen Stadtturms anlehnt. Nach oben schließt er mit einem Zeltdach ab, das von einer steinernen Kugel bekrönt wird.
An der Südseite ist eine bronzene Reliefplatte des Münchener Bildhauers und Erzgießers Hans Klement angebracht, die das Porträt Schmidts zeigt. Die Inschrifttafel wurde 1974 erneuert.